# Sei Nazioni 2023
Il Sei Nazioni 2023 (in inglese 2023 Six Nations Championship; in francese Tournoi des Six Nations 2023; in gallese Pencampwriaeth y Chwe Gwlad 2023) fu la 24ª edizione del torneo annuale di rugby a 15 tra le squadre nazionali di Francia, Galles, Inghilterra, Irlanda, Italia e Scozia, nonché la 129ª in assoluto considerando anche le edizioni dell'Home Nations Championship e del Cinque Nazioni.
Noto per motivi di sponsorizzazione come 2023 Guinness Six Nations Championship a seguito di accordo di partnership commerciale con il birrificio irlandese Guinness, si tenne tra il 4 febbraio e il 18 marzo 2023.
Campione del torneo fu l'Irlanda, al suo quarto Slam e ventritreesima affermazione assoluta nonché la prima dal 2018. Grazie a tale vittoria l'Irlanda è al quarto posto in solitaria del palmarès della competizione, avendo staccato la Scozia rimasta ferma dal 1999 a 22 vittorie.
Sotto il profilo statistico, è rilevante la difesa da parte della Scozia della terza Calcutta Cup consecutiva: l'impresa non riusciva alla nazionale del Cardo dal triennio 1970-1972 che, peraltro, aveva vinto due partite consecutive in Inghilterra per la prima e unica volta nel 1907 e 1909.
Protagonista di un altro record negativo ancora l'Inghilterra, battuta 10-53 in casa dalla Francia per quella che risulta essere non solo la propria peggior sconfitta interna nel torneo, ma la peggiore in assoluto tra le mura amiche, nonché, ancora, la terza peggiore della propria storia dopo uno 0-76 nel 1998 contro l'Australia e un 10-58 nel 2007 contro il Sudafrica; per la Francia si tratta della miglior vittoria di sempre contro gli inglesi, la prima a Twickenham dal 2005. In precedenza le vittorie col massimo scarto dei francesi sui rivali d'Oltremanica si erano avute nel 1972 (37-12 nell'ultimo incontro tra le due squadre a Colombes) e nel 2006 (31-6 nel allo Stade de France).
Il valore delle marcature, come stabilito da World Rugby nel 2017, è: 5 punti per ciascuna meta (7 se trasformata), 7 punti per la meta tecnica, 3 punti per la realizzazione di ciascun calcio piazzato, idem per il drop.

## Nazionali partecipanti e sedi
| Squadra     | Città       | Impianto interno   |
| ----------- | ----------- | ------------------ |
| Francia     | Saint-Denis | Stade de France    |
| Galles      | Cardiff     | Millennium Stadium |
| Inghilterra | Londra      | Twickenham         |
| Irlanda     | Dublino     | Aviva Stadium      |
| Italia      | Roma        | Stadio Olimpico    |
| Scozia      | Edimburgo   | Murrayfield        |

## Risultati

### 1ª giornata
| Arbitro: | Karl Dickson |

|                 |      |                                          |
| L. Williams 46’ | mt   | 3’ Doris 9’ Ryan 21’ Lowe 73’ v.d. Flier |
| Biggar 46’      | tr   | 3’, 9’, 21’ Sexton 73’ Byrne             |
| Biggar 15’      | c.p. | 19’, 28’ Sexton                          |

| Arbitro: | Paul Williams |

|                           |      |                                               |
| Malins 24’, 39’ Genge 48’ | mt   | 16’ H. Jones 29’, 75’ v.d. Merwe 52’ B. White |
| Farrell 48’               | tr   | 16’, 52’, 75’ Russell                         |
| Farrell 40+4’, 65’        | c.p. | 69’ Russell                                   |

| Arbitro: | Matthew Carley |

|                            |      |                                                 |
| Capuozzo 32’ tecnica 52’   | mt   | 5’ Flament 19’ Ramos 27’ Dumortier 67’ Jalibert |
|                            | tr   | 5’, 27’, 67’ Ramos                              |
| Allan 14’, 23’, 40+2’, 62’ | c.p. | 47’ Ramos                                       |

### 2ª giornata
| Arbitro: | Wayne Barnes |

|                                             |      |                    |
| Keenan 10’ Lowe 21’ Porter 27’ Ringrose 72’ | mt   | 18’ Penaud         |
| Sexton 10’, 27’ Byrne 72’                   | tr   | 18’ Ramos          |
| Sexton 40+1’ Byrne 61’                      | c.p. | 6’, 16’, 33’ Ramos |
|                                             | drop | 62’ Ramos          |

| Arbitro: | Andrew Brace |

|                                                     |      |            |
| Turner 31’ Steyn 51’, 58’ Kinghorn 71’ Fagerson 79’ | mt   | 35’ Owens  |
| Russell 31’, 51’                                    | tr   | 35’ Biggar |
| Russell 9’, 15’                                     | c.p. |            |

| Arbitro: | James Doleman |

|                                                            |    |                        |
| Willis 13’ Chessum 28’ George 37’ tecnica 50’ Arundell 70’ | mt | 44’ Riccioni 63’ Fusco |
| Farrell 13’, 28’                                           | tr | 44’, 63’ Allan         |

### 3ª giornata
| Arbitro: | Mike Adamson |

|                       |      |                                            |
| Varney 7’ Bruno 40+1’ | mt   | 5’ Ryan 14’ Keenan 21’ Aki 36’, 71’ Hansen |
| Garbisi 7’, 40+1’     | tr   | 14’, 21’, 71’ Byrne                        |
| Garbisi 19’, 56’      | c.p. | 65’ Byrne                                  |

| Arbitro: | Mathieu Raynal |

|                 |      |                                      |
| Rees-Zammit 41’ | mt   | 19’ Watson 45’ Sinckler 75’ Lawrence |
| Halfpenny 41’   | tr   | 45’ Farrell                          |
| Halfpenny 22’   | c.p. | 11’ Farrell                          |

| Arbitro: | Nika Amashukeli |

|                                           |      |                            |
| Ntamack 5’ Penaud 9’ Ramos 19’ Fickou 80’ | mt   | 26’, 48’ Jones 68’ Russell |
| Ramos 5’, 19’, 80’                        | tr   | 26’, 48’, 68’ Russell      |
| Ramos 36’, 58’                            | c.p. |                            |

### 4ª giornata
| Arbitro: | Damon Murphy |

|                    |      |                                                 |
| Negri 42’ Brex 67’ | mt   | 8’ Dyer 17’ L. Williams 33’ tecnica 49’ Faletau |
| Allan 42’, 67’     | tr   | 8’, 49’ O. Williams                             |
| Allan 15’          | c.p. | 5’ O. Williams                                  |

| Arbitro: | Ben O’Keeffe |

|              |      |                                                            |
| Steward 47’  | mt   | 1’ Ramos 25’, 56’ Flament 40’, 59’ Ollivon 71’, 74’ Penaud |
| M. Smith 47’ | tr   | 1’, 25’, 40’, 56’, 59’, 71’ Ramos                          |
| M. Smith 33’ | c.p. | 6’, 35’ Ramos                                              |

| Arbitro: | Luke Pearce |

|              |      |                               |
| H. Jones 17’ | mt   | 28’ Hansen 57’ Lowe 62’ Conan |
| Russell 17’  | tr   | 57’, 62’ Sexton               |
|              | c.p. | Sexton 13’                    |

### 5ª giornata
| Arbitro: | Angus Gardner |

|                                         |      |                              |
| v.d. Merwe 13’ Kinghorn 30’, 44’, 80+1’ | mt   | 62’ Allan                    |
| Kinghorn 30’, 44’, 80+1’                | tr   |                              |
|                                         | c.p. | 8’, 16’ Allan 66’ P. Garbisi |

| Arbitro: | Nic Berry |

|                                                 |      |                                               |
| Penaud 11’, 77’ Danty 34’ Atonio 44’ Fickou 49’ | mt   | 8’ North 56’ Roberts 66’ T. Williams 80’ Dyer |
| Ramos 11’, 34’, 44’, 49’, 77’                   | tr   | 8’, 56’, 66’ Biggar 80’ Halfpenny             |
| Ramos 26’, 30’                                  | c.p. |                                               |

| Arbitro: | Jaco Peyper |

|                                          |      |                      |
| Sheehan 33’, 69’ Henshaw 62’ Herring 77’ | mt   | 73’ George           |
| Sexton 33’, 62’, 69’                     | tr   | 73’ Farrell          |
| Sexton 19’                               | c.p. | 8’, 15’, 51’ Farrell |

## Classifica
| Pos | Squadra     | G | V | N | P | PF  | PS  | DP  | BMP | Pt |
| --- | ----------- | - | - | - | - | --- | --- | --- | --- | -- |
| 1   | Irlanda     | 5 | 5 | 0 | 0 | 151 | 72  | +79 | 7   | 27 |
| 2   | Francia     | 5 | 4 | 0 | 1 | 174 | 115 | +59 | 4   | 20 |
| 3   | Scozia      | 5 | 3 | 0 | 2 | 118 | 98  | +20 | 3   | 15 |
| 4   | Inghilterra | 5 | 2 | 0 | 3 | 100 | 135 | −35 | 2   | 10 |
| 5   | Galles      | 5 | 1 | 0 | 4 | 84  | 147 | −63 | 2   | 6  |
| 6   | Italia      | 5 | 0 | 0 | 5 | 89  | 149 | −60 | 1   | 1  |